# جاي بي. ويست
جاي بي. ويست (بالإنجليزية: J. B. West)‏ هو كاتب سير ذاتية أمريكي، ولد في 27 يوليو 1912 في أفتون في الولايات المتحدة، وتوفي في 18 يوليو 1983 في مقاطعة أرلنغتون في الولايات المتحدة.